# Arnhem (navio)
Arnhem ou Aernem foi um navio a vela holandês que teve destaque em vários eventos históricos notáveis.
Seu nome é uma homenagem a cidade de Arnhem nos Países Baixos. O navio naufragou ao longo da costa de Maurício em 12 de fevereiro de 1662. Volkert Evertsz e outros sobreviventes do naufrágio nadaram até a terra em uma ilhota e acredita-se que possam ser os últimos humanos a avistar dodôs ao vivo. O navio foi capitaneado pelo Capitão Pieter Anthoniszoon. O Arnhem foi um dos sete navios da Companhia Holandesa das Índias Orientais que deixaram a Batávia em 23 de dezembro 1661, para atravessar o Cabo da Boa Esperança. Os outros navios foram o Wapen van Holland, Prins Willem, Vogel Phoenix, Maarsseveen, Prinses Royal e Gekroonde Leeuw.
Em 11 de fevereiro de 1662 a frota foi dispersada por uma violenta tempestade. O Wapen van Holland (920 toneladas), Gekroonde Leeuw (1 200 toneladas) e Prins Willem (1 200 toneladas) desapareceu sem deixar rastos. No dia seguinte, o Arnhem encalhou nas rochas de Saint Brandon (também conhecidos como Cargados Carajos), um grupo de atóis e recifes de cerca de 200 quilômetros a nordeste da ilha Maurício.